# Cecil Clementi
Sir Cecil Clementi (chinês: 金文泰; cantonês: Kam Man Tai) (Kanpur, 1 de setembro de 1875 — High Wycombe, 5 de abril de 1947) foi um administrador colonial britânico que serviu como governador de Hong Kong de 1925 a 1930, e governador e comandante-chefe dos Assentamentos do Estreito de 1930 a 1934.
Clementi desempenhou um papel na fundação da Universidade de Hong Kong . De fato, ele escreveu as palavras, em latim, do hino da universidade, realizado pela primeira vez em 11 de março de 1912.
Em 1913, Clementi foi nomeado Secretário Colonial da Guiana Britânica, cargo que ocupou até 1922. De lá, ele foi nomeado o Secretário Colonial do Ceilão, onde serviu até 1925. Cada cargo dava considerável responsabilidade e, em mais de uma ocasião, ele estava encarregado de administrar todo o governo de sua área de responsabilidade. Enquanto no Ceilão ele serviu como Presidente da Filial do Ceilão da Royal Asiatic Society em 1924.

## Governador de Hong Kong
Em 1925, Clementi foi nomeado governador de Hong Kong, cargo que ocuparia por cinco anos, até 1930. Como era fluente em cantonês, teve pouca dificuldade em se adaptar ao novo ambiente e desenvolveu um grande interesse pela língua e cultura chinesas.
Durante seu mandato, a greve entre Cantão e Hong Kong, que paralisou a economia de Hong Kong, foi resolvida e o Aeroporto de Kai Tak entrou em operação (operaria até o Aeroporto Internacional de Hong Kong ser inaugurado e assumido como principal aeroporto em 1998). Ele também terminou notavelmente a prática de Mui Tsai, o tradicional sistema chinês de "servidão de empregada doméstica", que muitas vezes resultou no abuso de jovens servas. Ele também nomeou Shouson Chow, um proeminente comerciante chinês, como o primeiro membro não oficial do Conselho Executivo. Ao mesmo tempo, aumentou o número de membros oficiais e não oficiais no Conselho Legislativo de oito para dez (incluindo o governador) e de seis para oito, respectivamente. Para este último tipo, ele convidou um chinês e um português (o primeiro é José Pedro Braga).

## Governança dos Assentamentos do Estreito

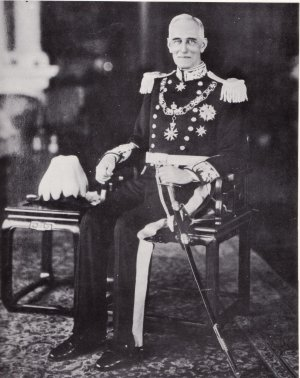
Sir Cecil, como o Governador dos Assentamentos do Estreito

Depois que terminou seu mandato como Governador de Hong Kong, Clementi passou a ocupar seu último cargo nos Serviços Coloniais como Governador e Comandante-em-Chefe dos Assentamentos do Estreito, que incluía Cingapura, e Alto Comissário dos Estados Malaios, a partir de 5 de fevereiro 1930 a 17 de fevereiro de 1934. Ele entregou a Sir Andrew Caldecott, que se tornou governador em exercício, e partiu para a Inglaterra devido a sua doença. Posteriormente, o cargo de governador foi entregue a Sir Shenton Thomas em 9 de novembro de 1934.
Seis anos depois, em 1940, Clementi tornou-se o mestre da Mercers' Company.